# غوتفريد ويلهلم بيكر
غوتفريد ويلهلم بيكر (بالألمانية: Gottfried Wilhelm Becker)‏ (و. 1778 – 1854 م) هو لغوي، وطبيب، ومؤلف، ومترجم، وكاتب ألماني، ولد في لايبزيغ، توفي في لايبزيغ، عن عمر يناهز 76 عاماً.